# 武汉警察博物馆
武汉警察博物馆是位於中國湖北省武漢市江岸區胜利街271号的一個博物館。博物館一楼為临展区，二楼為常展区，二楼半为户外展区。博物馆馆藏文物12000余件。戶外展區有一架警用直升机。

## 歷史
前身是德国驻汉领事馆工部局巡捕房（警察局）。该建筑属文艺复兴式建筑，墙高窗小，底部用暗红色砂岩垒砌，外观窗为圆形拱，窗框用钢筋水泥浇制。建筑的转角处设有突出的塔楼，强化了安全防卫的功能。主楼一楼是市政厅的办公室，警察局设在两侧，警察看管犯人的监狱紧挨着警察局，中国和印度警察的宿舍则位于监狱旁边。工部局巡捕房还设有区域供志愿者组成的消防队摆放灭火器材。1917年漢口德租界被收回后，原工部局大楼成为北洋政府武汉当局的“特别区管理局”。1944年末的汉口大空袭中，工部局建筑的主楼屋面及钟楼尖塔均被炸毁。1949年后被武汉市公安局接管，1993年入列武汉市优秀历史建筑，2018年开始修复，最终改建成为武汉警察博物馆並於2019年7月25日对外开放。